# ジェニ
ジェニ（新王国暦476年 - 523年）は、日本のテーブルトークRPG、ソード・ワールドRPGに登場する架空の人物。“剣の姫”の異名を持つ。アレクラスト大陸中原地方の王国オーファンにてマイリー神殿の最高司祭を務めた。

## 経歴
戦神マイリーに仕える司祭であり、自ら勇者たらんとする優れた神官戦士。新王国暦400年代末期、のちにオーファン国王となる冒険者リジャールの強引な勧誘を受け、魔術師カーウェスとともに彼の仲間となり数々の冒険を共にする。新王国暦495年、エア湖の連奇岩にてリジャールの邪竜クリシュ打倒に協力する。オーファン建国後はマイリー神殿の最高司祭の座についた。
齢四十を越えてなお結婚せず、生涯独身であった。一方でカーウェスの養子となったリジャールの庶子リウイの母親代わりを務めている。

新王国歴523年、プリシス大統領ルキアルに扇動され暴動を起こした民衆を鎮圧する際、リジャール・カーウェスと共に戦死する。

## 人物像
若い頃は自ら勇者たらんとし自身を磨き上げ鍛え抜いてきた、極めて強い意思と実力を備えた女性。それゆえにリジャールの強烈な個性をも真っ向から受け止めることに成功し、その実質をも正確に掴んでいる。
またそうした強さを隠し、女性らしく振舞うことも心得ている。ことに猶子とも言うべきリウイには母親のように接しており、彼が成長した後も「ウーくん」と呼び可愛がっている。
冒険者時代のリジャールの粗暴な振舞いをあけすけに語るのは、彼女ただ一人である（カーウェスでさえやや言葉を濁す）。それ故に幼いリウイへ『正確な英雄リジャールの話』を語り聞かせ、彼の人格形成に大きな影響を及ぼしている。
彼女が壮年を過ぎてなお独り身である最大の理由は、リジャールの影響である。リジャールの強烈な個性は善悪を超えジェニの中に圧倒的な印象を残し、ある時には肉体関係を持つまでに至ると、他の異性がひどくつまらなく写る様になり、結局そのまま婚期や出産適齢期を逸する事になったのだという。

## 関係者
マイリー教団
- メリッサ - ラムリアース出身の司祭。マイリー神の啓示を受け、勇者リウイに仕える。
- ガルガド - 新ソードワールドRPGリプレイに登場するドワーフの侍祭。優れた教師である。

家族
- リウイ - 猶子とも言うべき存在。リジャール王の庶子である。

友人
- リジャール - オーファン国王。冒険者時代からの仲間。
- カーウェス - “偉大なるカーウェス”と呼ばれる魔術師ギルドの最高導師。同上。